# Герма

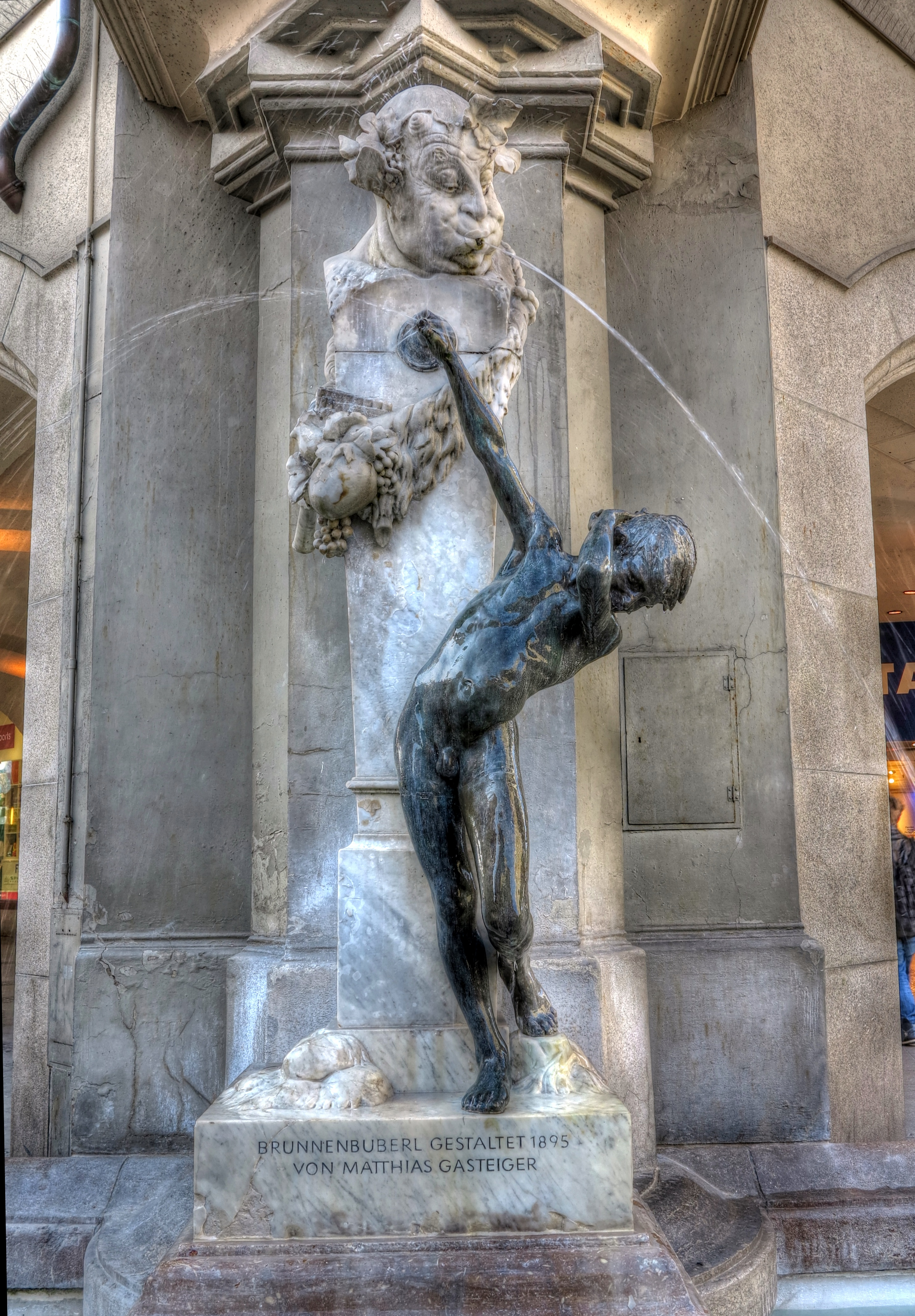
Скульптор Матіас Ґастейгер. «Фонтан з гермою Сатира та хлопчиком». 1895 р., Мюнхен.

Ге́рма (дав.-гр. ἑρμαῖ — множина від ἑρμῆς) — чотиригранний стовп з навершям у вигляді скульптурної голови. Первісно так називали стовп, присвячений богу Гермесові (дав.-гр. Ἑρμῆς), звідки і походить його назва. До герм, що зображали чоловіків, у нижній частині могли додавати скульптурне зображення статевих органів.
Спочатку герми використовували для позначення меж, пізніше для прикрашання доріг та садів. Найдавніші герми були стовпами з чоловічими постатями вгорі; згодом на верхній частині ставили бородатого Гермеса, пізніше — безбородого.
Якщо на гермі була голова не Гермеса, а іншого бога чи героя, то назва стовпа ставала складним словом, перша частина якого була «герма», наприклад, Гермарес — герма Ареса, Гермераклес — герма Геракла тощо. Іноді на гермах писали імена полеглих у боях воїнів, молитви чи присвяти.

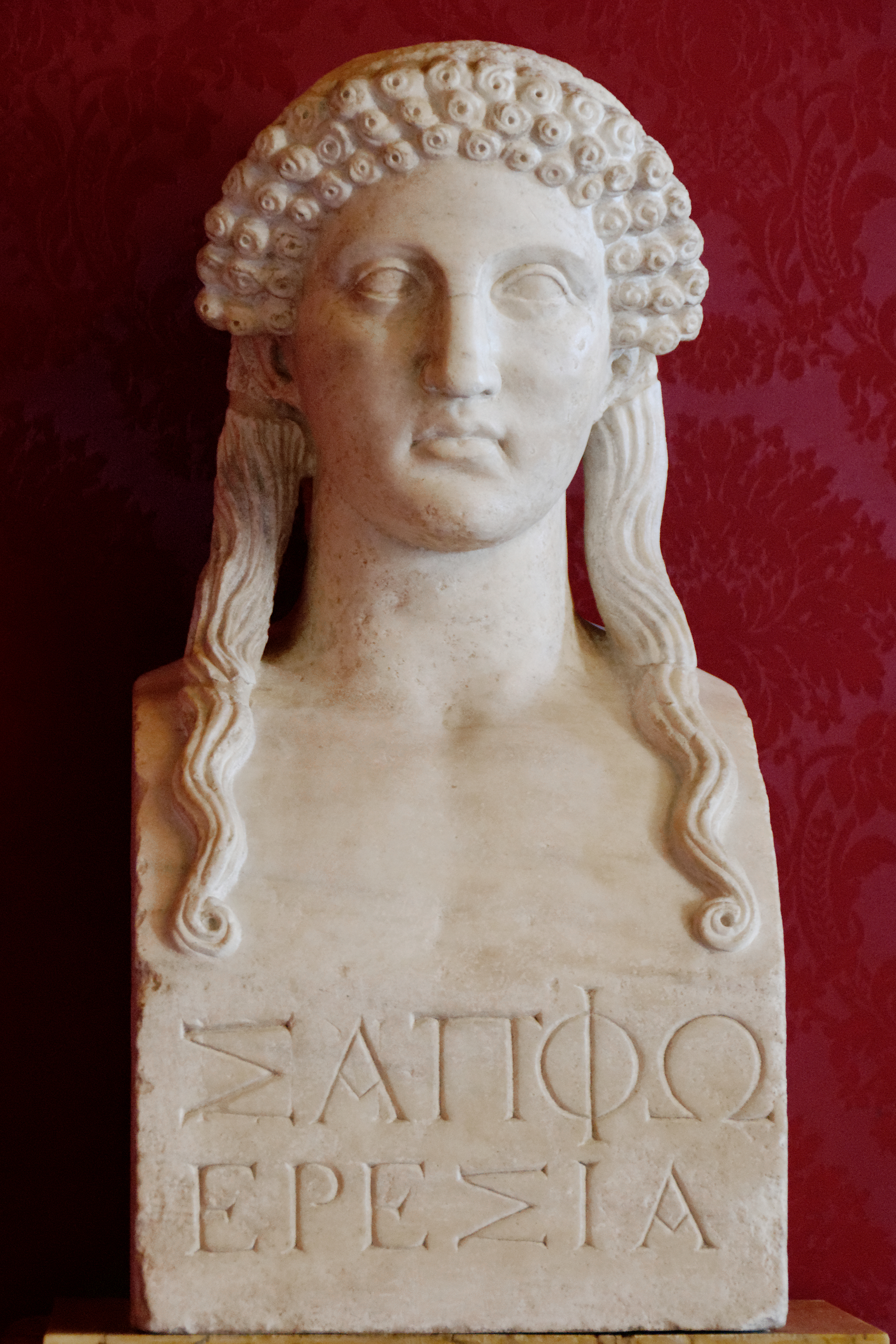
Сапфо
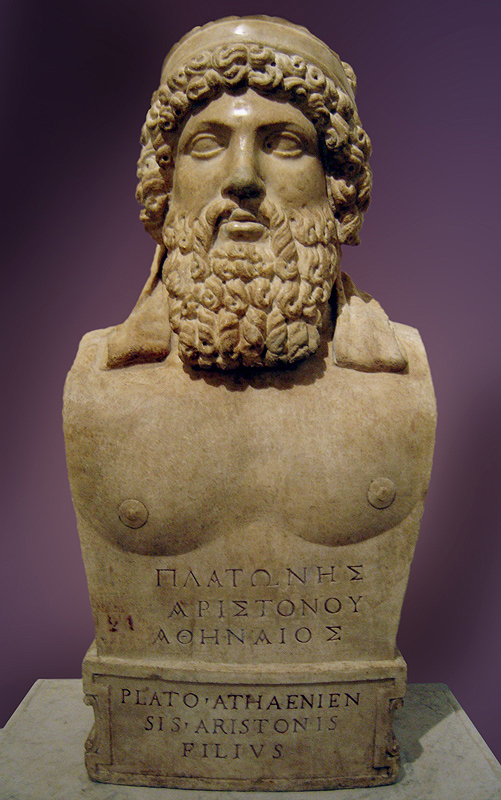
Платон
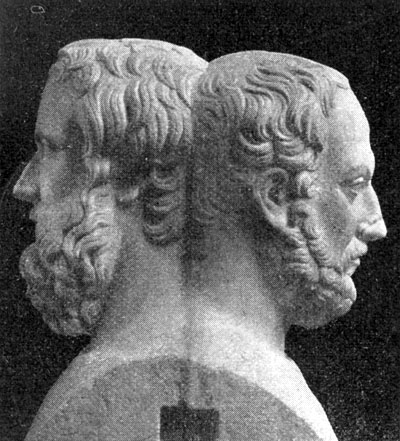
Геродот та Фукідід
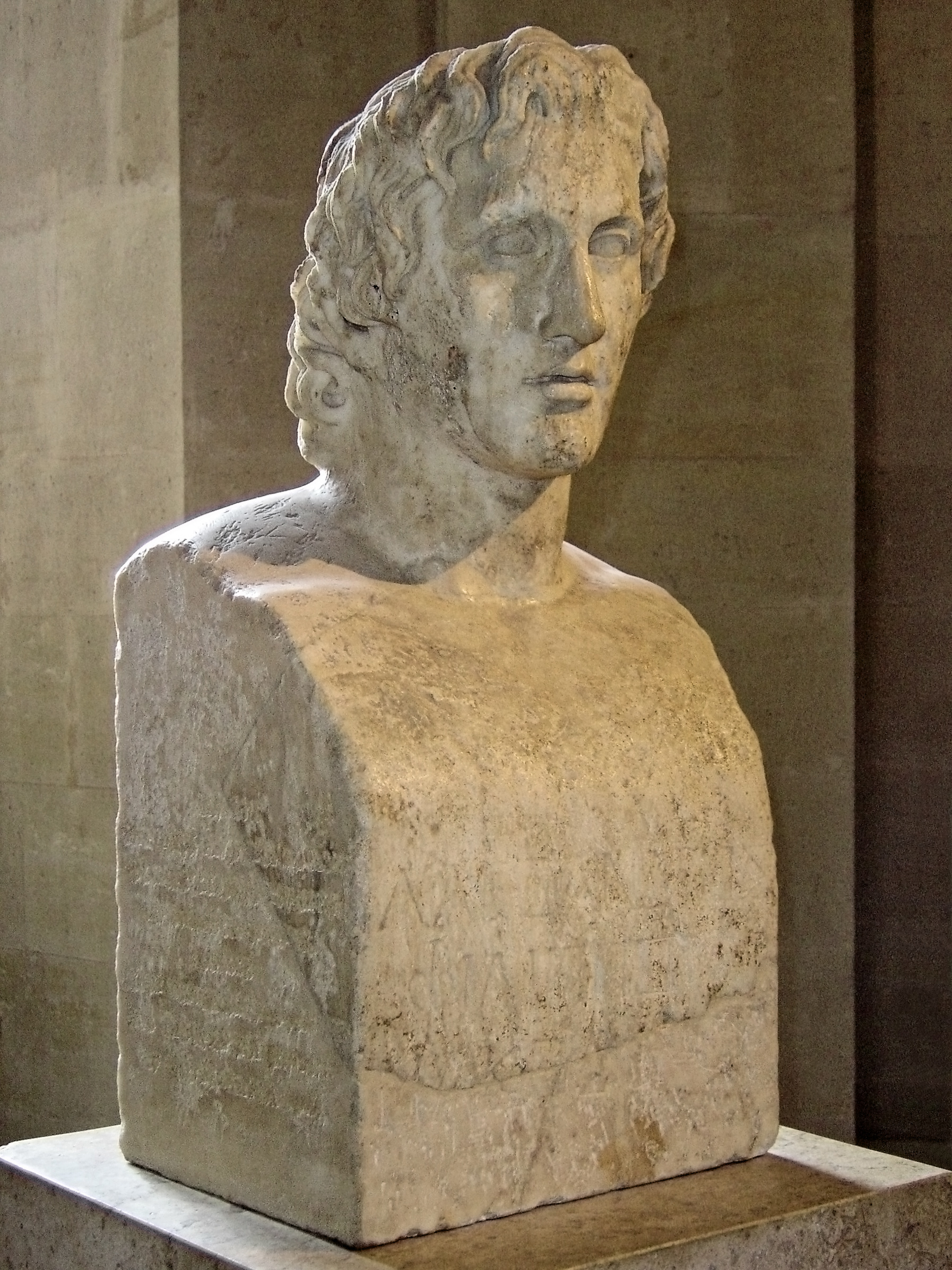
Александр Великий